# Jędraszcz
Jędraszcz – potok, dopływ Podsarnianki. Na niektórych mapach opisywany jest jako Jędroszcz lub Jędrosz. Ma źródła na wysokości około 910 m na południowo-zachodnich stokach Bukowińskiego Wierchu, zasilany jest także niewielkimi ciekami spływającymi spod Wielkiego Działu. Niemal cały jego bieg (prócz części źródłowej) znajduje się w obrębie miejscowości Harkabuz. W tej też miejscowości uchodzi do Podsarnianki jako jej lewy dopływ. Następuje to na przysiółku Oleksiakówka, na wysokości ok. 735 m w.
Jędraszcz znajduje się w zlewisku Morza Czarnego. Cały bieg potoku znajduje się w Pogórzu Orawsko-Jordanowskim. Górna część potoku Jędraszcz spływa przez las, dolna przez pola uprawne i tereny zabudowane miejscowości Harkabuz.